# Johnny Summers
John Henry Summers, conosciuto principalmente come Johhny Summers (Londra, 10 settembre 1927 – 2 giugno 1962) è stato un calciatore inglese, di ruolo attaccante.

## Carriera
Nella stagione 1949-1950 esordisce tra i professionisti, giocando 4 partite nel campionato inglese di prima divisione con il Fulham; nei 4 anni seguenti gioca invece in terza divisione con il Norwich City, con cui totalizza 71 presenze e 33 reti in partite di campionato. Passa quindi al Millwall, con cui tra il 1954 ed il 1956 nell'arco di 2 stagioni totalizza ulteriori 91 presenze e 41 reti in terza divisione.
Nell'estate del 1956 si trasferisce al Charlton, club di prima divisione, con cui nella stagione 1956-1957 segna 14 reti in 23 partite di campionato, insufficienti ad evitare la retrocessione in seconda divisione degli Addicks. Nella stagione 1957-1958 è tra i protagonisti di una delle più incredibili rimonte nella storia del calcio inglese, ovvero il successo per 7-6 nella partita di campionato contro l'Huddersfield Town del 21 dicembre 1957: i padroni di casa, in inferiorità numerica a causa di un infortunio di Derek Ufton (all'epoca non esistevano ancora le sostituzioni) dopo soli 17 minuti di gioco, al minuto 62' si trovavano infatti in svantaggio per 5-1 (con l'unico gol che era opera di Summers). Summers, tra i minuti 63 e 64 serve un assist a John Ryan e successivamente realizza il gol del momentaneo 5-3, per poi mettere a segno una tripletta tra i minuti 73 ed 81. Dopo il momentaneo 6-6 della squadra ospite, al minuto 89' ancora Summers (già autore di 5 reti e di un assist) serve a Ryan l'assist per la rete del definitivo 7-6.
Negli anni seguenti continua a giocare in seconda divisione nel Charlton, per un totale di 148 presenze ed 86 reti in questa categoria (e, in generale, di 171 presenze e 100 reti in partite di campionato con il club).
Muore di cancro nel 1962, all'età di 34 anni.